# Noémie Garnier
Noémie Garnier (9 de agosto de 2001) es una deportista francesa que compite en ciclismo de montaña en la disciplina de campo a través. Ganó una medalla de plata en el Campeonato Mundial de Ciclismo por Eliminación de 2021.

## Medallero internacional
| Campeonato Mundial | Campeonato Mundial | Campeonato Mundial | Campeonato Mundial |
| Año                | Lugar              | Medalla            | Competición        |
| ------------------ | ------------------ | ------------------ | ------------------ |
| 2021               | Graz (Austria)     | Medalla de plata   | Eliminación        |